# Franci Zagoričnik
Franci Zagoričnik, slovenski pesnik, esejist in prevajalec, * 16. november 1933, Duga Resa (Hrvaška), † 14. junij 1997, Golnik.
Zagoričnik se je po končani nižji gimnaziji, ki jo je končal v Kranju, od leta 1948 do 1966 zaposlil v tamkajšnem Tekstilindusu, nato pa je postal samostojni kulturni delavec. Zagoričnik je neoavantgardistični pesnik eksperimentalne, filozofske, razmišljajoče, moralistične smeri, po obliki pa pesnik besednih iger, lepljenk in sestavljank. Njegov pesniški nastop je bil sočasen z uveljavljanjem Perspektiv, v katerih je tudi objavljal. V osemdesetih letih 20. stoletja je v Kranju ustanovil neoavantgardno skupino Studio signum, ki se je ukvarjala z raziskavo konkretne poezije; ta je postala središče njegovega pesniškega zanimanja, Zagoričnik pa eden njenih najpomembnejših evropskih predstavnikov. Z njo je nastopal na številnih razstavah in prireditvah doma in v tujini. Leta 1978 je zasnoval mednarodno avantgardno skupino Westeast in objavljal v istoimenskih zbornikih. 
Zagoričnik je bil tudi obojestranski prevajalec književnosti jugoslovanskih narodov, kritik, urednik in poročevalec, posebej na Hrvaškem in v Srbiji. Uredil je antologijo hrvaške avantgardne poezije (Ubili so ga z opekami, 1981) in več revijalnih izborov pesmi posameznih avtorjev.
Na področje esejistike pa je segel z delom Nihilizem je humanizem.
Pesmi pišeta tudi njegova hči Ifigenija Zagoričnik (-Simonović) in sin Orest.

## Pesniške zbirke
- Agamemnom (1965)
- Opus nič  (COBISS)
- V risu (1967)
- Bakalada smrti (1969)
- Obsedeno stanje  (COBISS)
- Leto in dan (DZS, Ljubljana 1972)
- Navodila za uporabo (Samozaložba, 1972)
- To je stvar ki se imenuje pesem (Obzorja, Maribor 1972)
- Fusnota  (COBISS)
- Fondy Oryja Pála  (COBISS)
- Sveder  (COBISS)
- A na nas?  (COBISS)

## Eseji
- Nihilizem je humanizem (1985) (COBISS)